# Lake-Manyara-Nationalpark

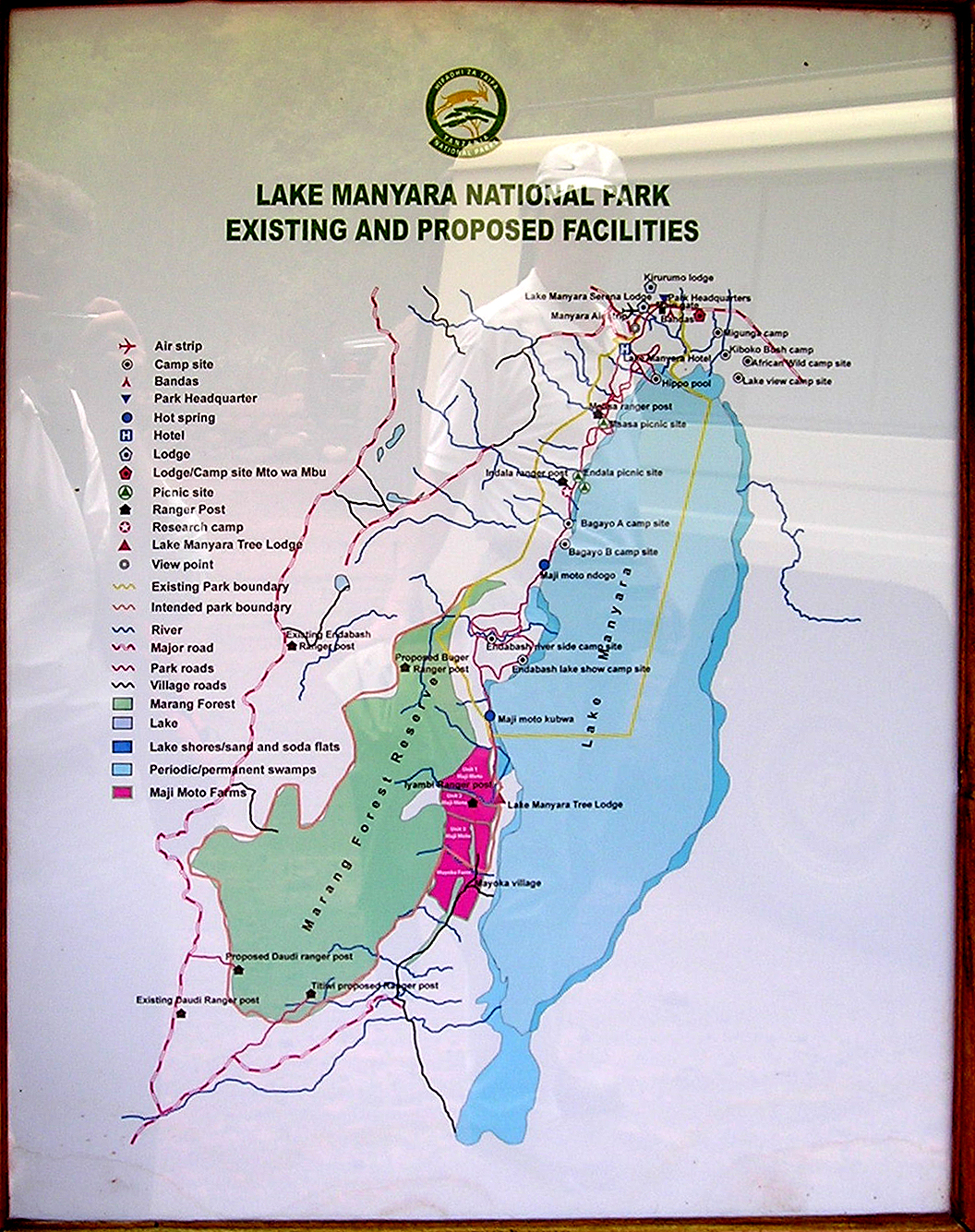
Informationstafel bei Einfahrt zum Nationalpark Lake-Manyara

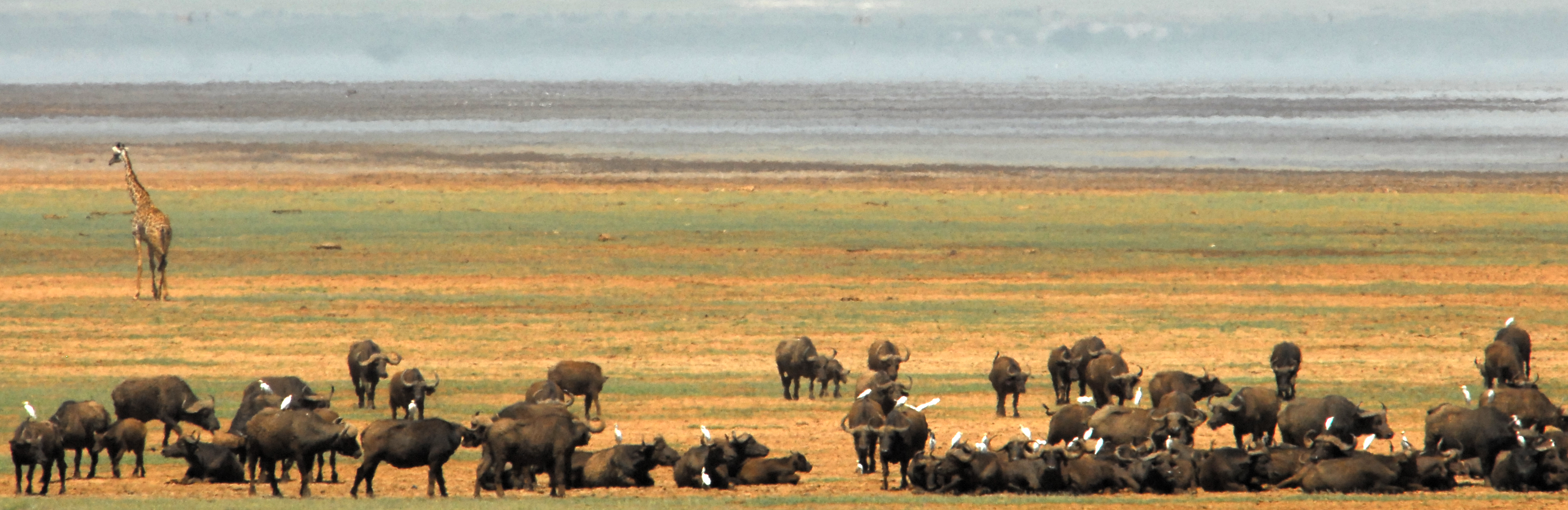
Tiere am Lake Manyara (Begrenzung im Osten)

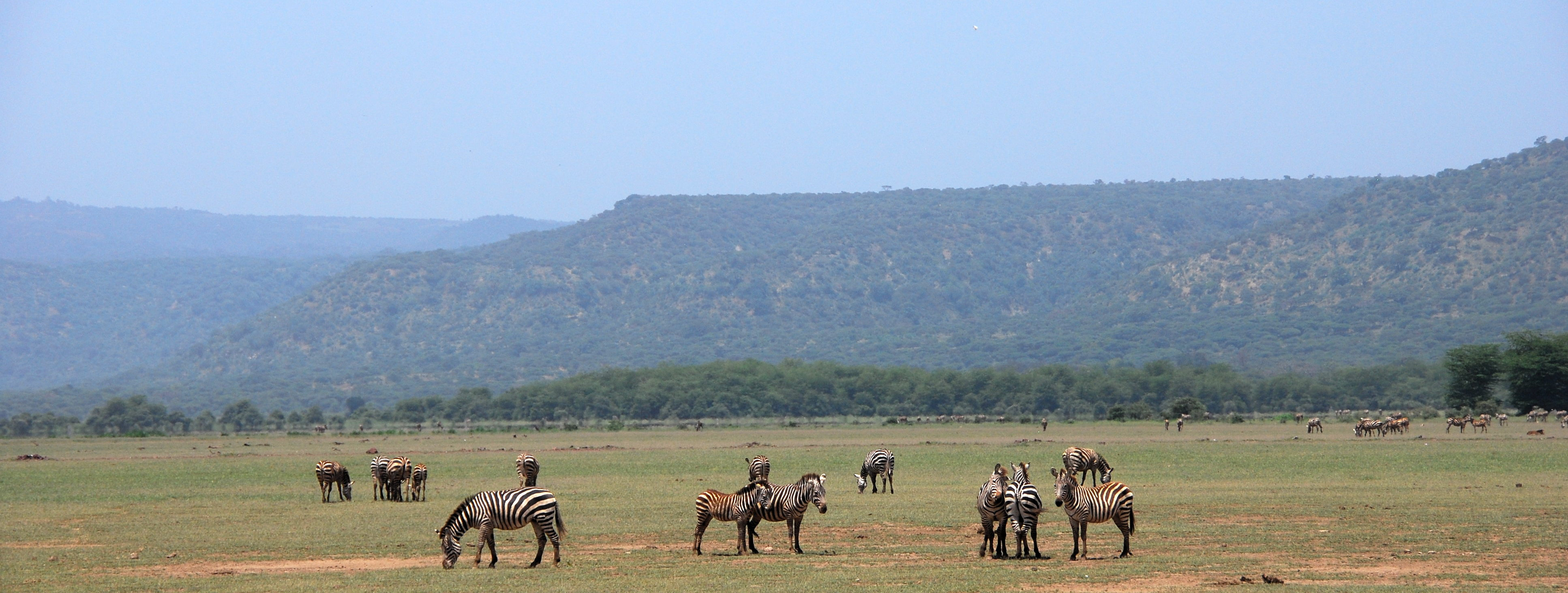
Tiere vor den Klippen (Begrenzung im Westen)

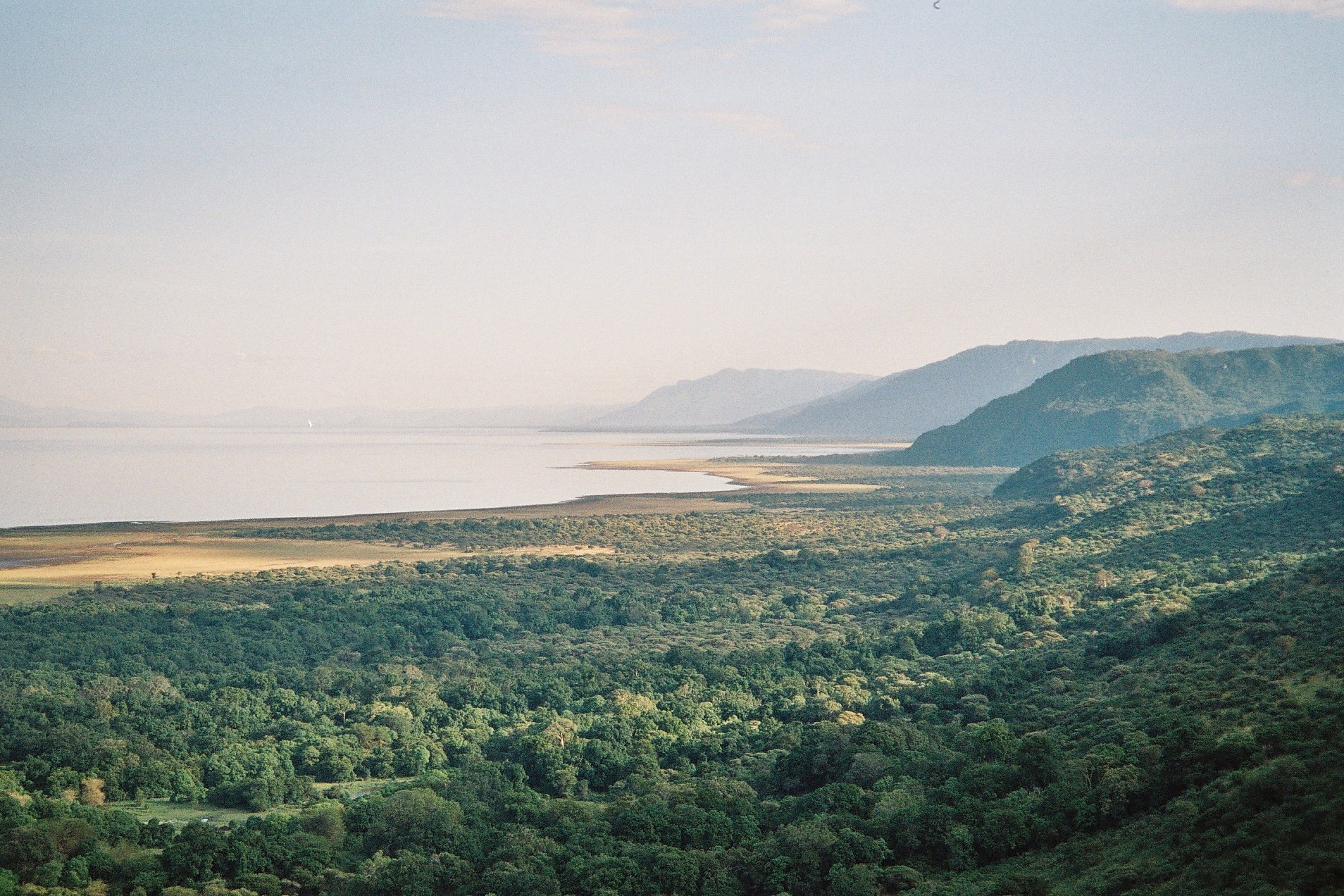
Der Manyara-See

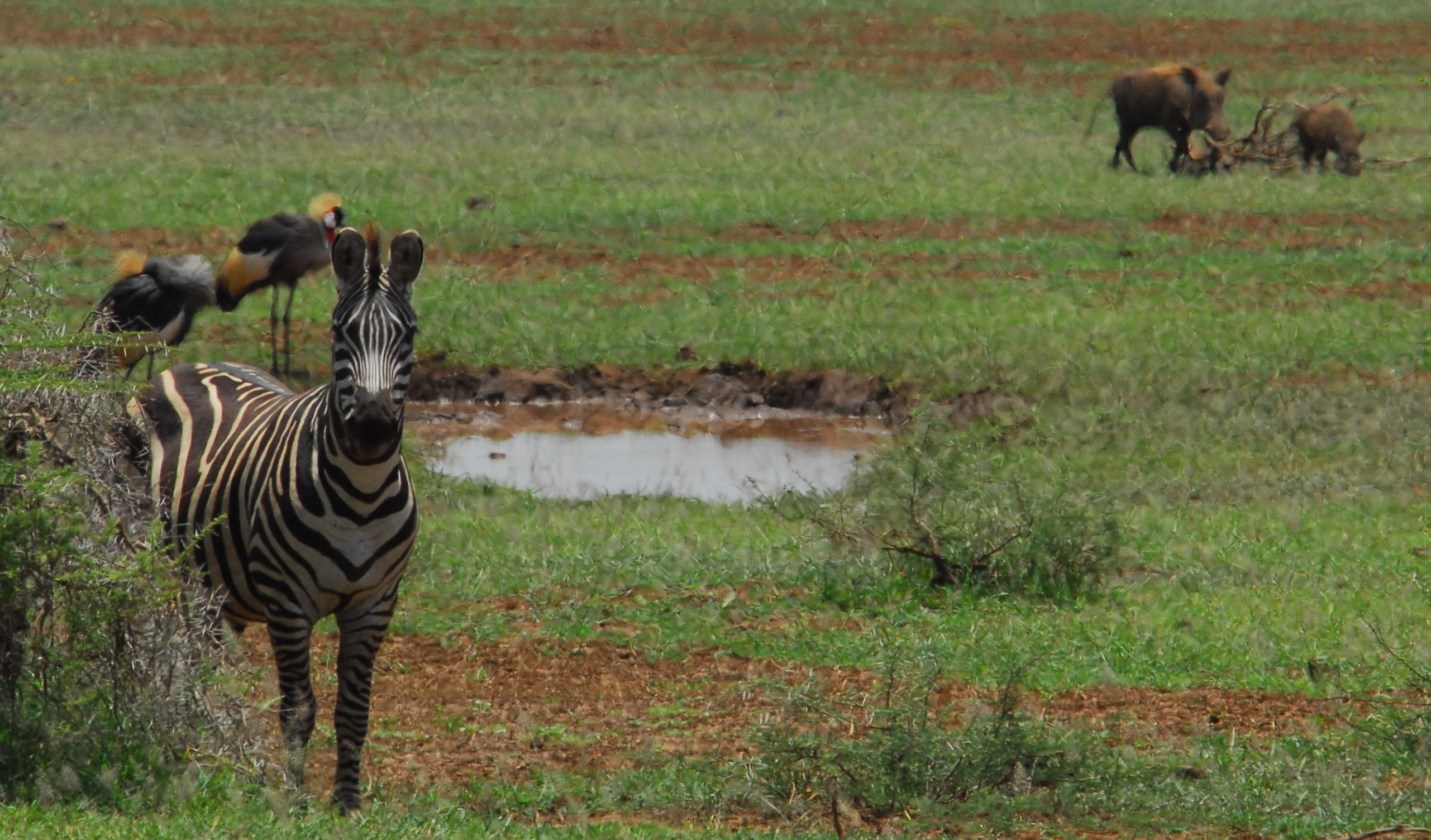
Diverse Tiere am Manyara-See

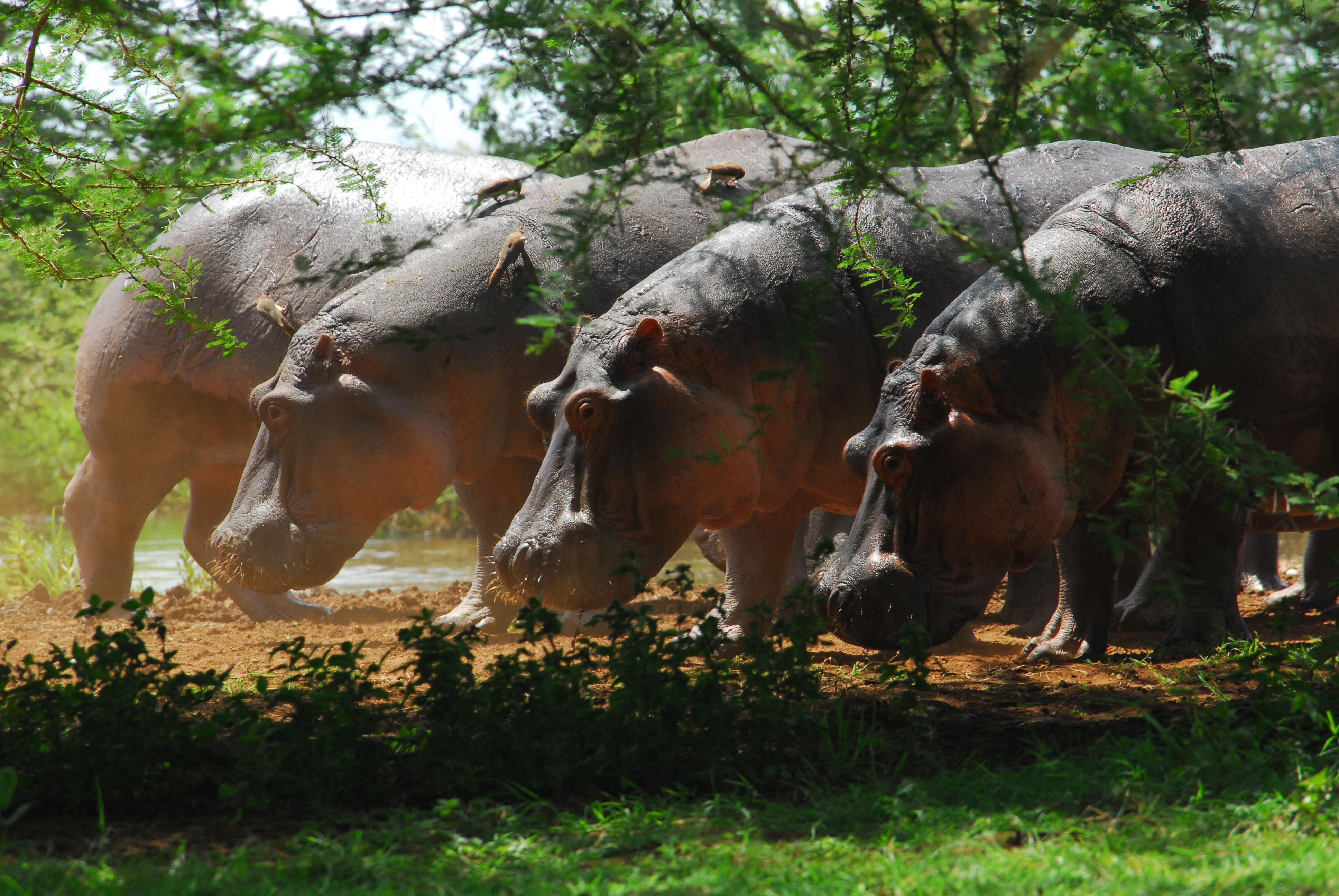
Flusspferde am Manyara-See

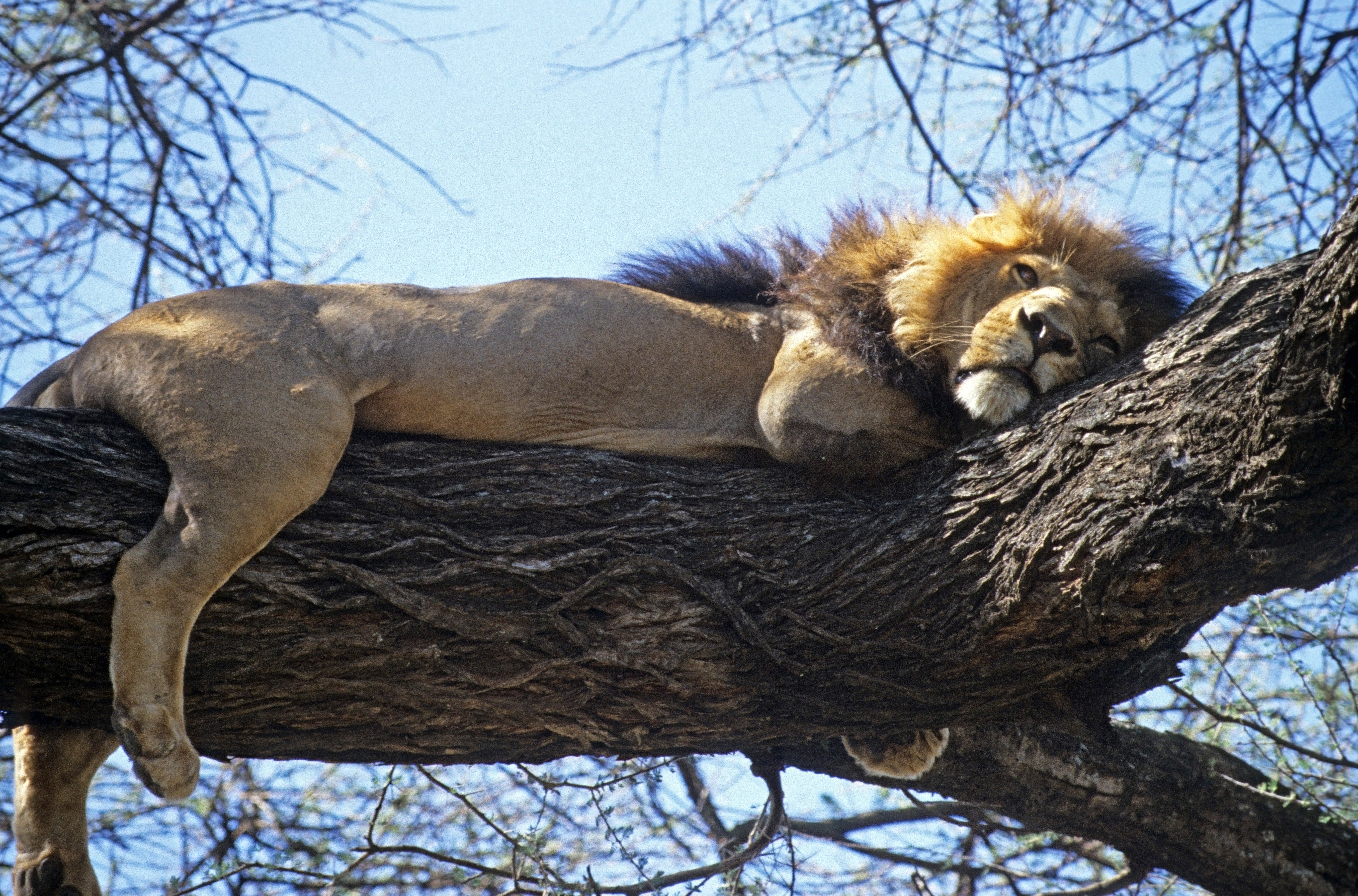
Ein Löwe im Lake-Manyara-Nationalpark

Der Lake-Manyara-Nationalpark ist ein Nationalpark im Norden Tansanias. Im Westen wird der Park durch hohe Klippen des Großen Afrikanischen Grabenbruchs begrenzt, der Manyara-See nimmt den östlichen Teil ein. Im Süden des Parks liegen die heißen Quellen Maji Moto.

## Lage
Der Lake-Manyara-Nationalpark liegt etwa 120 km westlich der Hauptstadt Arusha in der gleichnamigen Region, in unmittelbarer Nähe des Ortes Mto wa Mbu. Der Park befindet sich auf 960 bis 1828 m Höhe über dem Meeresspiegel. Er umfasst eine Fläche von 649 km², von denen etwa 220 km² durch den Manyara-See bedeckt werden.

## Klima
Die Jahresdurchschnittstemperatur beträgt 22 °C. Die Regenzeiten sind von November bis Dezember und von Februar bis April. Im Parkdurchschnitt beträgt der Jahresniederschlag 600 mm, wobei im Süden doppelt so viel Regen fällt wie im Norden.

## Vegetation
Im Lake-Manyara-Nationalpark gibt es eine Vielfalt an Landschaftsformen. Der Grundwasserwald wird charakterisiert durch Trichilia roka, Croton macrostachyus, die Maulbeer-Feige und Tabernaemontana usambarensis; an seinen Rändern stehen Gelbrinden-Akazien und Senegalesische Dattelpalmen. Auch von Gräsern, beispielsweise  Hundszahngras, bewachsene Flächen finden sich dort. Schmalblättriger Rohrkolben wächst an der nordwestlichen Ecke des Sees, nachdem er einige Jahre lang verschwunden war. In der Mitte des Parks findet sich Waldland mit Schirmakazie, Acacia sieberiana und Wüstendattel. Richtung Süden kommen Capparis tomentosa, Leberwurstbaum und ausdauernde Gräser vor. Entlang des westlichen Seeufers wächst von Sporobolus spicatus geprägtes, alkalines Grasland. Auch Sümpfe befinden sich am Seeufer.

## Tierwelt
Der Lake-Manyara-Nationalpark besitzt die möglicherweise größte Biomasse-Dichte (Gewicht pro Gebiet) an Säugetieren weltweit. Daran haben die Elefanten mit 6 Exemplaren pro Quadratkilometer und Büffel mit einer Dichte von 18 pro km² den größten Anteil. Es gibt noch Spitzmaulnashörner im Park, allerdings nicht mehr in der großen Anzahl, für die der Lake-Manyara-Nationalpark bekannt war.
Weitere vorkommende Säugetierarten sind beispielsweise Zebra, Flusspferde, Giraffen, Diademmeerkatzen, Anubispaviane und andere Affen, Leoparden, Zebramangusten sowie verschiedene Antilopenarten, darunter Impalas, Buschböcke, Kirk-Dikdiks, Klippspringer und Streifengnus. In der Trockenzeit wandern große Gnuherden aus der nördlichen Mto wa Mbu Game Controlled Area für kurze Zeit in den Lake-Manyara-Nationalpark. Selten sind auch Löwen zu sehen; in den letzten Jahrzehnten (Stand: 1992) waren es 20 bis 30 Exemplare. Bekanntheit erlangten diese durch das Klettern auf Bäume. Tagsüber sind sie gelegentlich mehrere Meter über dem Boden auf leicht zugänglichen Akazien zu sehen. Im Lake-Manyara-Nationalpark ist die größte bekannte Elefantendichte zu finden. 1977 waren es noch 453, 1981 schätzungsweise 485 und 1987 etwa 180 Elefanten.
Im Park gibt es mit über 400 Arten eine große Vielfalt und Anzahl an Vögeln, beispielsweise Nashornvögel. Entenvögel sind manchmal beim Brüten anzutreffen. Zwergflamingos können zu Tausenden vorkommen, Rosaflamingos in kleineren Anzahlen. Es gibt Rosapelikane, Nimmersattstörche und Kormorane sowie mindestens 44 Arten tagaktiver Greifvögel, darunter Palmgeier und Fleckenadler. Der früher häufige Rotband-Regenpfeifer ist heute nur noch selten zu beobachten. Unter den vielzähligen Reptilien findet sich der Nilwaran, den man oft an Flüssen sieht, und einige Kobra-Arten.

## Tourismus
| Zum Lake-Manyara-Nationalpark kamen um 1985 jährlich etwa 28.000 Besucher. Um 2007 waren es 140.000 Touristen im Jahr, die dem Park ein jährliches Einkommen von über 3 Millionen US-Dollar bescherten. Mit 10 % seiner Einnahmen unterstützt der Lake-Manyara-Nationalpark den Bau von Schulen, Wassersystemen und Gesundheitszentren. Den Park besuchen etwa doppelt so viele Ausländer wie Inländer. An Unterbringungsmöglichkeiten gibt es ein Hotel mit 100 Betten am Rand einer Hochebene und einige Campingplätze in der Nähe des Haupteingangs am Nordende des Parks, wo sich auch ein kleines Museum befindet; außerhalb des Parks, nahe dem Hotel, liegt eine Start- und Landebahn. Durch die Länge des Lake-Manyara-Nationalparks zieht sich ein bei jedem Wetter befahrbarer Weg, von dem einige Nebenrouten abzweigen. Vor kurzem wurde der Südeingang eröffnet, um eine bessere Verbindung zum Tarangire-Nationalpark zu ermöglichen. 2016 betrug der Eintritt 45 US$ pro Person und Tag, die Campinggebühr 30 US$ pro Person und Nacht sowie die Autogebühr 40 US$ pro Tag. | Hier fehlt eine Grafik, die leider im Moment aus technischen Gründen nicht angezeigt werden kann. Wir arbeiten daran! |

## Forschung
Die Vegetation wurde katalogisiert, beschrieben und von verschiedenen Forschern mit Landkarten versehen. Eine längerfristige Elefantenstudie wurde 1966 begonnen. Das Verhalten des Büffels wurde von 1981 bis 1985 untersucht. Unterbringungsmöglichkeiten für Wissenschaftler können außerhalb des Parks in Mto wa Mbu gefunden werden. Ein sehr kleines Forschungscamp im Zentrum des Lake-Manyara-Nationalparks, gebaut und vorrangig genutzt durch das Elefantenprojekt, wird vom Serengeti Wildlife Research Institute verwaltet. Ein Herbarium des Parks wird dort aufbewahrt.

## Verwaltung und Schutzmaßnahmen
Das Gebiet war ab 1957 ein Wildtierreservat (Game Reserve), davor ein kontrolliertes Wildtiergebiet (Controlled Game Area). Seit 1960 besitzt es den Status eines Nationalparks; 1981 wurde es zum Biosphärenreservat erklärt. Am südlichen Ende wurden dem Nationalpark im Jahr 1974 etwa 550 ha Landfläche hinzugefügt. Das südwestliche Marang Forest Reserve mit einer Größe von 200 km² gehört inzwischen zum Nationalpark. Nördlich und nordöstlich des Lake-Manyara-Nationalparks befindet sich die Mto wa Mbu Game Controlled Area, in der die Jagd unter Auflagen erlaubt ist.
Das gute Verhältnis zwischen Parkverwaltung und Einwohnern sowie die hohe Patrouillendichte hält die Wilderei auf einem Minimum, lediglich illegale Fischerei ist ein Problem. Es wurden und werden verschiedene Methoden verwendet, um die Wanderungen der Tiere aus dem Park ins anschließende landwirtschaftliche Flächen zu kontrollieren. Beispielsweise wurde in den 1960ern einige Jahre lang ein Elektrozaun entlang der nördlichen Parkgrenze benutzt. Erntezerstörende Elefanten und andere Arten sowie viehtötende Löwen werden sehr selten abgeschossen. Um den Baumstamm gewickelter Maschendrahtzaun hält Elefanten davon ab, die Schirmakazien zu entrinden. 1984 waren im Lake-Manyara-Nationalpark 66 Personen beschäftigt.

## Bilder
- Bildergalerie zum Park